# Cementir Holding
Cementir Holding S.p.A. è una multinazionale italiana che produce e distribuisce cemento (grigio e bianco), calcestruzzo, inerti e manufatti in cemento.
L'azienda fa parte del gruppo Caltagirone ed è quotata negli indici FTSE Italia Mid Cap e FTSE Italia STAR della Borsa di Milano.

## Storia
Venne fondata il 4 febbraio 1947 dall'IRI con lo scopo di utilizzare integralmente le loppe di altoforno, come Cementir – Cementerie del Tirreno S.p.A. - inizialmente operante la sola cementeria dell'Italsider di Bagnoli, dopo l'ingresso dell'istituto nella gestione della società. Parallelamente viene iniziata la costruzione della nuova cementeria di Napoli che nel 1961 supera il milione di tonnellate di produzione.
Tra il 1952 ed il 1964, una serie di operazioni societarie allargano il perimetro operativo della società fino a raggiungere la produzione di 2.351.000 tonnellate di cemento. Tra le tappe più significative: l'acquisizione dall'ILVA del 55% della “Cementerie di Livorno Spa”, la costituzione della società “Cave Meridionali”, l'acquisizione dalla Società Idroelettrica Piemonte del cementificio di Lauriano e della Alba Cementi Spa, l'avviamento degli impianti di Arquata Scrivia e di Taranto.
Nel 1955 viene quotata alla Borsa di Milano.
Nel 1968 viene rinnovato lo stabilimento di Spoleto, ampliato lo stabilimento di Taranto e costruito il cementificio di Maddaloni (Caserta).
Nel febbraio 1992, in seguito al processo delle privatizzazioni in Italia, il gruppo IRI-Finsider vende il pacchetto di maggioranza (51,78%) a Caltagirone S.p.A. per 480.222.222.222 lire. 
Nel 2008, a causa della dimensione internazionale raggiunta dal Gruppo, viene varato un riassetto organizzativo con la creazione di una holding, la Cementir Holding S.p.A., che controlla al 100% tre società operative: Cementir Italia (attività produttive in Italia), Aalborg Portland (attività produttive in Danimarca) e Cimentas (attività produttive in Turchia).
Nel settembre 2017 la società vende per 315 milioni di euro il 100% di Cementir Italia, incluse le controllate Cementir Sacci e Betontir, a Italcementi, il gruppo che la famiglia Pesenti ha ceduto l'anno prima ai tedeschi della HeidelbergCement. Cementir Italia dispone di 4 impianti di produzione ubicati ad Arquata Scrivia, Spoleto, Maddaloni e Taranto, oltre che di 3 terminali. Betontir, società costituita nel 1996 con il nome di Calcestruzzi Picciolini, è attiva nella produzione di calcestruzzo in Italia con 16 siti produttivi situati nel centro-sud (Lazio, Campania e Puglia). Sacci era stata appena acquisita nel 2016.
Dopo questa operazione, Cementir Holding non ha più impianti di produzione in Italia.

## Il gruppo Cementir
Attraverso le sue società operative Aalborg Portland e Cimentas, Cementir Holding al 2023 è presente in 18 paesi con una capacità produttiva annua di circa 10 milioni di tonnellate di cemento.
Il gruppo Cementir è l'unico produttore di cemento in Danimarca e tra i primi in Turchia, oltre ad essere leader nella produzione di calcestruzzo in Scandinavia. In Turchia e nel Regno Unito è attiva nella gestione dei rifiuti.

### Le società
Cementir Holding S.p.A. in seguito alla riorganizzazione societaria avvenuta nel gennaio 2008, è una holding che controlla, dopo la cessione di Cementir Italia, due società operative: Cimentas A.S. e Aalborg Portland A/S, che operano rispettivamente in Turchia e Scandinavia con il resto del mondo.
La società turca Cimentas A.S. opera nel settore del cemento in Turchia con 4 stabilimenti produttivi situati a Izmir sul Mar Egeo, a Kars nell'Anatolia orientale, a Edirne nella regione di Marmara ed Elazig, nell'Anatolia centrale. Cimentas è il terzo produttore di cemento in Turchia ed è quotata alla Borsa di Istanbul. Controlla la:
- "Çimbeton A.Ş" che opera nel settore del calcestruzzo in Turchia con 13 centrali di betonaggio dislocate prevalentemente nella parte occidentale del Paese. Cimbeton è quotata alla Borsa di Istanbul.

La società danese Aalborg Portland A/S è l'unico produttore di cemento grigio in Danimarca. La società dispone di uno stabilimento produttivo tra i più grandi in Europa, situato ad Aalborg in prossimità di ampie riserve di materie prime. L'impianto dispone di tecnologie d'avanguardia nell'impiego di combustibili alternativi. Controlla la:
- "Aalborg Portland White" che opera nel cemento bianco. La società dispone di stabilimenti produttivi in Danimarca, Egitto, Malesia, Cina ed una joint venture negli Stati Uniti e commercializza i propri prodotti in molti paesi nel mondo e la
- "Unicon A/S" che opera nel calcestruzzo in Scandinava, dove è leader di mercato. La società dispone di 83 centrali di calcestruzzo, di cui 42 in Danimarca, 10 in Svezia e 31 in Norvegia. Con l'acquisizione di Kudsk & Dahl nel 2008, la società è divenuta il primo produttore di calcestruzzo del sud dello Jutland.

### Impianti e produzione
- 16 impianti di produzione di cemento e manufatti di cui 4 in Turchia, 1 in Danimarca, 5 in Portogallo (in joint venture con Secil), 1 in Egitto, 3 negli USA (di cui 2 in joint venture con Heidelberg e Cemex), 1 in Cina ed 1 in Malesia.
- 98 impianti di calcestruzzo di cui 83 in Scandinavia e 15 in Turchia.

### Distribuzione delle vendite
Per area geografica:
- 8,5% Italia
- 52% Scandinavia e Nord America
- 27% Mercati Emergenti (Turchia, Egitto, Cina, Malesia)

Per prodotto:
- 65% cemento (bianco e grigio)
- 35% Calcestruzzo

## Azionariato
Cementir Holding S.p.A. è partecipata da:
- Francesco Gaetano Caltagirone - 62,434%, tramite:
  - Calt 2004 s.r.l. - 30,078%; società partecipata al 99,99% da Caltagirone S.p.A.
  - Lav 2004 s.r.l. - 25,480%; società partecipata al 99,99% dal gruppo Vianini Lavori, anch'esso parte del gruppo Caltagirone
  - Pantheon 2000 S.p.A. -  2,807%
  - Vianini S.p.A. - 1,643%; società partecipata al 66,71% dal gruppo Caltagirone
  - Caltagirone S.p.A. - 1,592%
  - Francesco Gaetano Caltagirone (possesso diretto) - 0,834%
- Francesco Caltagirone - 3,554%
  - Chupas 2007 Srl - 1,970%
  - Francesco Caltagirone (possesso diretto) - 1,584%

## Consiglio di amministrazione
Il consiglio di amministrazione nominato nel 2023 è composto da:
- Presidente e direttore generale: Francesco Caltagirone Jr.
- Vicepresidenti non esecutivi: Alessandro Caltagirone, Azzurra Caltagirone
- Consiglieri: Saverio Caltagirone, Fabio Corsico, Annalisa Pescatori (indipendente), Adriana Lamberto Floristan (indipendente), Benedetta Navarra (indipendente)